# Zaid Naffa
Zaid Ibrahim Nassar Naffa (arabul:  زيد ابراهيم نصار نفاع; Ammán, 1966. április 18. –) jordániai üzletember, Jordánia tiszteletbeli konzulja Magyarországon.

## Életrajz
Általános iskolai és középiskolai tanulmányait 1972 és 1984 között végezte el Ammánban. 1984. október 13-án érkezett Magyarországra, hogy gépészmérnöknek tanuljon a Műegyetemen. A gépészmérnök BSc-szakot 1984 és 1989 között végezte el angol nyelven. 1989 és 1992 között végezte el a Műegyetem fűtő-, szellőző- és légkondicionáló MSc-szakát.
A diploma megszerzése után három fivérével együtt, akik ugyancsak Magyarországon szereztek diplomát, kereskedelmi vállalkozásokba kezdett, amelyek azonban általában nem virágoztak fel. A legjelentősebb közülük a huzamosabb ideig sikeres  Jordán Tours volt, a vállalkozást azonban 2005-ben szabálytalanságok miatt törölték a cégnyilvántartásból. Az egyes vállalkozások sikertelenségei azonban nem hatottak súlyosan Zaid Naffa anyagi helyzetére. 2005-ben a Béla király úton, a köztársasági elnöki rezidencia közelében egy milliárd értékű hatalmas villát vásárolt, ami azóta a tiszteletbeli konzulátus székhelye is.
Zaid Naffa testvéreivel együtt jó viszonyt alakított ki az egymás utáni magyar kormányokkal, ugyanakkor kitűnő kapcsolatokat tartott fenn hazája vezető köreivel is. Már az első Orbán-kormány idején, 2000-ben kérvényezte a magyar állampolgárság megadását, de a kötelező nemzetbiztonsági átvilágításon olyan körülmények merültek fel, amelyek nem tették lehetővé a kérés teljesítését. Ennek ellenére 2003-ban elnyerte Jordánia magyarországi tiszteletbeli konzuljának a pozícióját.
Különösen jó kapcsolatokat ápolt a 2010 után hatalomra került kormányzat vezetőivel, köztük személyesen Orbán Viktorral és családjával is. Ő mutatta be Gaith Pharaont, az FBI által körözött üzletembert a miniszterelnöknek. Ennek ellenére, amikor 2016-ban újra magyar állampolgárságért folyamodott, az újabb nemzetbiztonsági átvizsgáláson a TEK olyan adatokra bukkant, amelyek nem tették lehetővé ennek megadását. Testvére, Oszama Naffa azonban már 2014-ben megkapta a magyar állampolgárságot, sőt – a diplomáciában rendkívül szokatlan módon – hamarosan Magyarország nagykövete lett az Egyesült Arab Emírségekben. Harmadik fivérük, Tarik, Magyarország tiszteletbeli konzulja Akabában.
Zaid Naffa tíz évvel idősebb testvére, Khaled 2010 körül a Magyar-Jordán Baráti Egyesület elnöke volt és ebben a minőségében is a Jobbik támogatójaként szerepelt a közéletben. Néhány éve ő is megszerezte a magyar állampolgárságot, de egy ideje visszavonultan él a Felcsút melletti Bodméron magyar feleségével, aki 2017-ben is önkormányzati képviselő az alig több mint kétszáz lakosú településen.
2013-ban elnyerte a Magyar Érdemrend parancsnoki keresztje a csillaggal kitüntetést.